# John Thynne, 4. Marquess of Bath

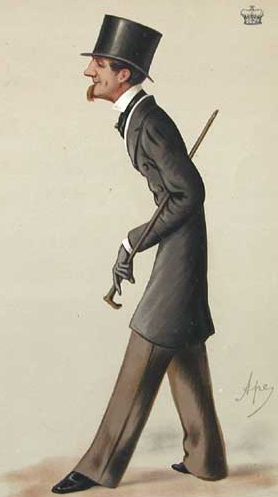
John Thynne, 4. Marquess of Bath. Karikatur in der Zeitschrift Vanity Fair, 1874

John Alexander Thynne, 4. Marquess of Bath (* 1. März 1831 in Westminster; † 20. April 1896 in Venedig) war ein britischer Adliger, Politiker und Diplomat.

## Herkunft
John Thynne war der älteste Sohn von Lord Henry Thynne und von Harriet Baring, einer Tochter von Alexander Baring. Sein Vater erbte im März 1837 nach dem kinderlosen Tod seines älteren Bruders und seines Vaters die umfangreichen Besitzungen der Familie Thynne und den Titel Marquess of Bath, so dass John den Höflichkeitstitel Viscount Weymouth führte. Sein Vater starb aber selbst bereits am 24. Juni 1837, so dass John mit sechs Jahren seinen Vater beerbte. Er besuchte das Eton College und studierte anschließend ab dem 31. Mai 1849 am Christ Church College in Oxford.

## Leben
Schon bald begann Bath eine bedeutende politische Rolle in Südwestengland zu spielen. Er wurde 1853 Deputy Lieutenant von Somerset und 1860 von Wiltshire, dazu war er Offizier der Miliz und der Yeomanry. Ab 1889 war er der erste Vorsitzende des neu gebildeten Wiltshire County Council sowie Lord Lieutenant von Wiltshire.
Im Mai 1858 wurde er als britischer Sonderbotschafter und Bevollmächtigter zur Hochzeit des portugiesischen Königs Peter V. mit Prinzessin Stephanie von Hohenzollern-Sigmaringen nach Lissabon gesandt. König Peter V. verlieh ihm dafür den Turm- und Schwertorden. Neun Jahre später, im Juli 1867, war Bath erneut britischer Sonderbotschafter anlässlich der Krönung von Kaiser Franz Joseph I. zum König von Ungarn. Hierfür erhielt er das Großkreuz des Leopold-Ordens. Politisch war Bath generell konservativ, dabei schoss er sich jedoch keiner Partei an. Während des Amerikanischen Bürgerkriegs befürwortete er die Unabhängigkeit der Konföderierten Staaten, deren Botschafter James Murray Mason er in seinem Landsitz Longleat House beherbergte. Er war ein überzeugter Anglo-Katholik und erbitterter Gegner des Public Worship Regulation Act von 1874. Vor allem von 1876 bis 1878 spielte er eine aktive politische Rolle, als es nach der Niederschlagung des bulgarischen Aprilaufstands durch das Osmanische Reich eine Welle der Empörung über die Gräueltaten an der bulgarischen Zivilbevölkerung kam. Er gehörte dabei zu den Kritikern der Regierung unter Disraeli, die sich Beschützer des Osmanischen Reichs verstand und gegenüber dem Aufstand auf dem Balkan eine Politik des Stillschweigens verfolgte. In dieser Zeit diente Longleat House als Ort zahlreicher Treffen und Beratungen, an denen auch Gladstone und andere führende Politiker teilnahmen. 1880 veröffentlichte Bath nach einer Reise nach Bulgarien seine Schrift Observations on Bulgarian Affairs.
Bath ließ in den 1870er Jahren durch John Crace zahlreiche Innenräume von Longleat im Stil der italienischen Renaissance neu gestalten. Daneben war er von 1874 bis 1893 Kurator der National Portrait Gallery und ab 1883 Kurator des British Museum. 1884 wurde er Mitglied der Akademie von Belgrad und arbeitete dazu in der Historical Manuscripts Commission. Er starb während einer Reise in Venedig und wurde in der Familiengruft in Longbridge Deverill beigesetzt.

## Familie und Nachkommen
Am 20. August 1861 heiratete er Frances Isabella Catherine Vesey (1840–1915), die älteste Tochter von Thomas Vesey, 3. Viscount de Vesci und von Emma Herbert. Er hatte mit ihr drei Söhne und drei Töchter:
- Thomas Henry Thynne, 5. Marquess of Bath (1862–1946)
- Lady Alice Emma Thynne (um 1863–1942) ⚭ Sir Hugh Shaw-Stewart, 8. Baronet
- Lady Katherine Georgina Louisa Thynne (1865–1933) ⚭ Evelyn Baring, 1. Earl of Cromer
- Lady Beatrice Thynne (1867–1941)
- Lord John Boteville Thynne (1867–1887)
- Lord Alexander George Thynne (1873–1918)

Sein Vermögen wurde bei seinem Tod mit über £ 272.049 angegeben. Sein ältester Sohn Thomas erbte seine Titel.